# Мерчисон (Техас)
Мерчисон (англ. Murchison) — місто (англ. city) в США, в окрузі Гендерсон штату Техас. Населення — 516 осіб (2020).

## Географія
Мерчисон розташований за координатами 32°16′31″ пн. ш. 95°45′22″ зх. д. / 32.27528° пн. ш. 95.75611° зх. д. (32.275171, -95.756070).  За даними Бюро перепису населення США в 2010 році місто мало площу 4,09 км², уся площа — суходіл.

## Демографія
Згідно з переписом 2010 року, у місті мешкали 594 особи в 221 домогосподарстві у складі 161 родини. Густота населення становила 145 осіб/км².  Було 256 помешкань (63/км²).
Расовий склад населення:
| - 91,6 % — білих - 1,9 % — чорних або афроамериканців - 6,2 % — осіб інших рас |

До двох чи більше рас належало 0,3 %. Частка іспаномовних становила 10,6 % від усіх жителів.
За віковим діапазоном населення розподілялося таким чином: 23,4 % — особи молодші 18 років, 57,9 % — особи у віці 18—64 років, 18,7 % — особи у віці 65 років та старші. Медіана віку мешканця становила 41,3 року. На 100 осіб жіночої статі у місті припадало 94,8 чоловіків;  на 100 жінок у віці від 18 років та старших — 90,4 чоловіків також старших 18 років.
Середній дохід на одне домашнє господарство  становив 48 940 доларів США (медіана — 38 750), а середній дохід на одну сім'ю — 49 395 доларів (медіана — 43 583). За межею бідності перебувало 15,6 % осіб, у тому числі 31,4 % дітей у віці до 18 років та 5,9 % осіб у віці 65 років та старших.
Цивільне працевлаштоване населення становило 239 осіб. Основні галузі зайнятості: освіта, охорона здоров'я та соціальна допомога — 27,2 %, роздрібна торгівля — 14,6 %, виробництво — 14,6 %.